# Служевець (іподром)
52°09′50″ пн. ш. 21°00′29″ сх. д. / 52.16385° пн. ш. 21.008° сх. д.

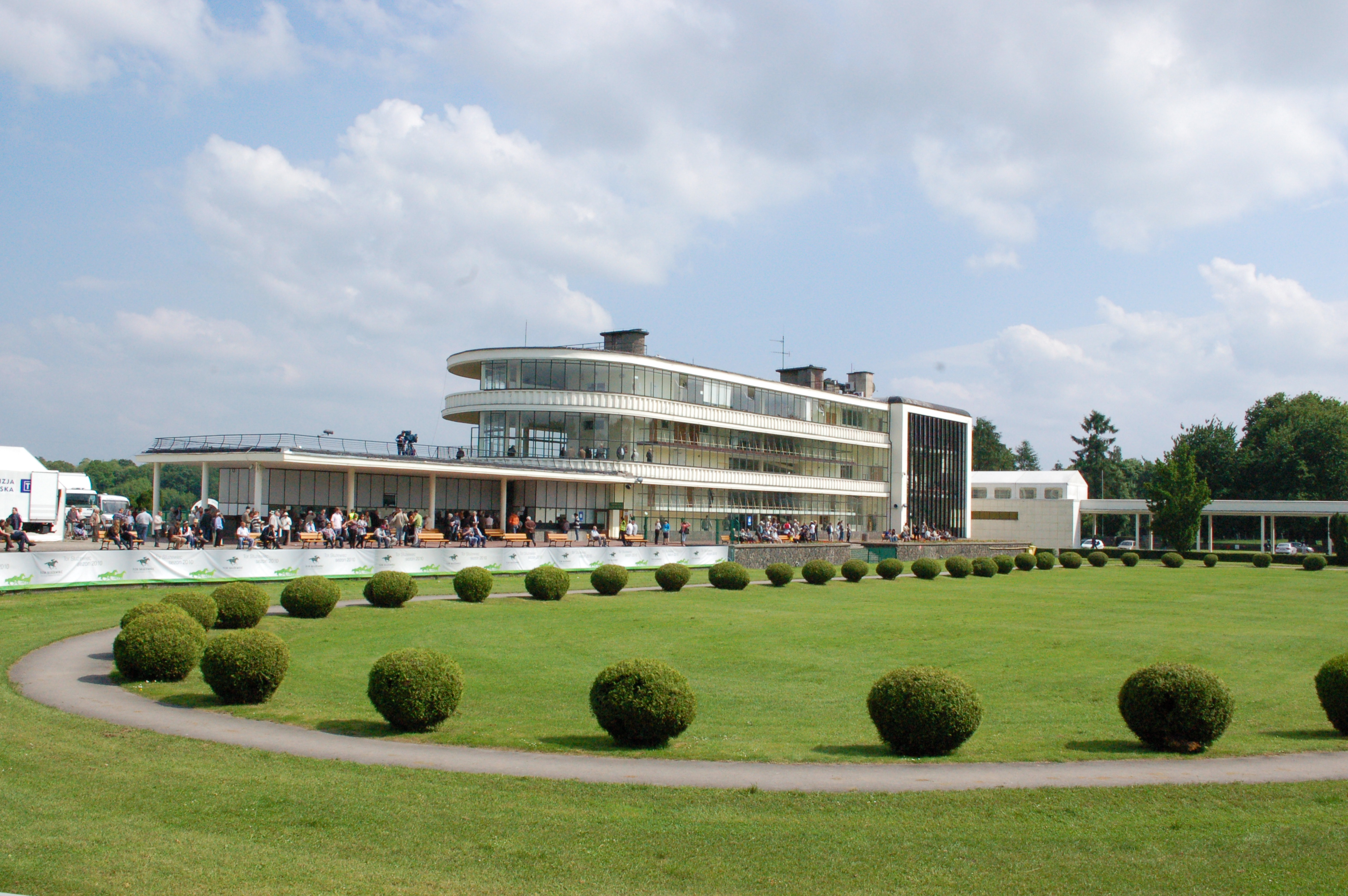
Частина трибуни, зі ставками та адміністративними приміщеннями

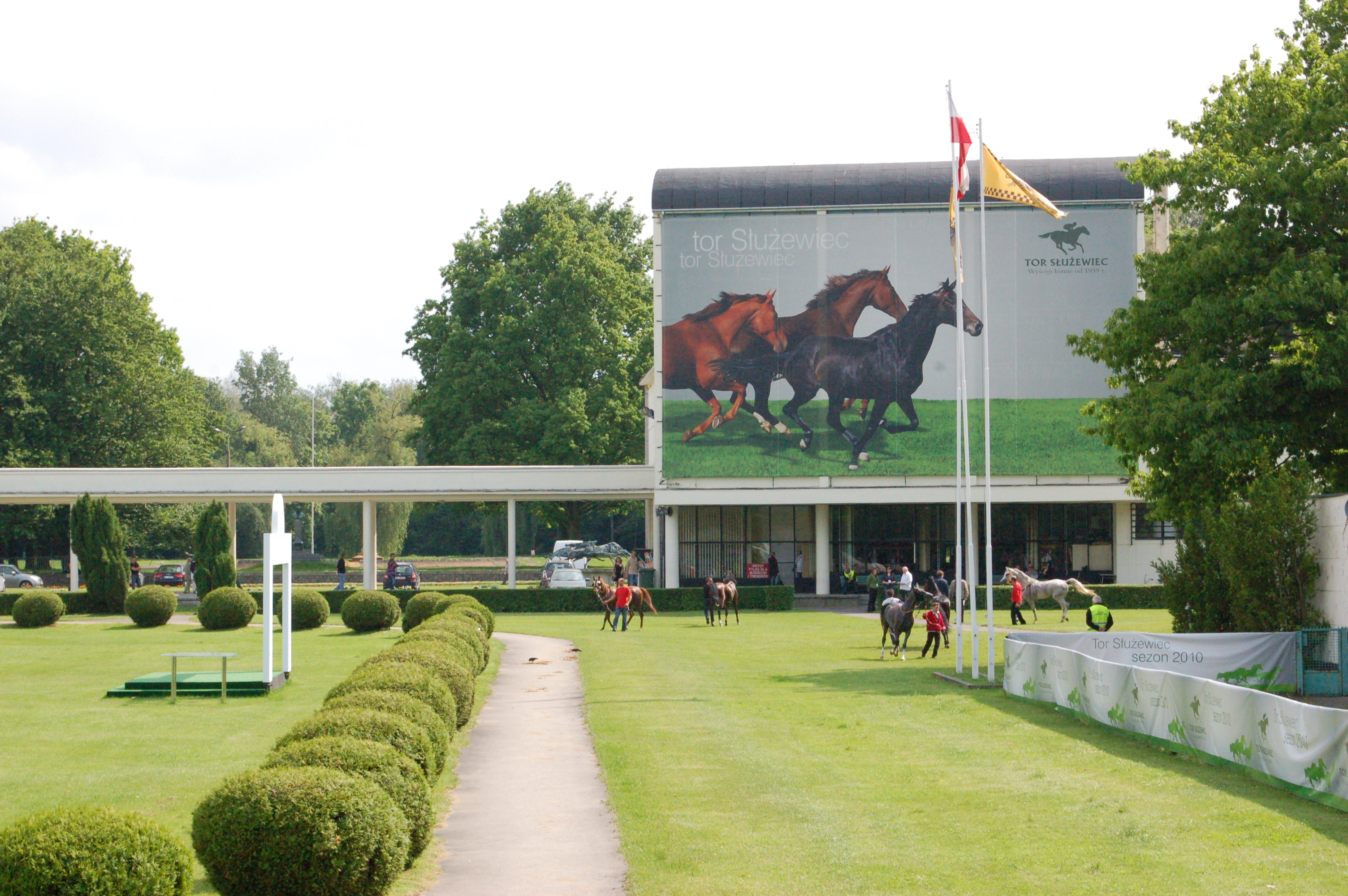
Бігова доріжкаКінні перегоникінних перегонів навесні 2010 року

Іподром «Служевець»  (пол. Tor wyścigów konnych Służewiec) — головний польський іподром, розташований за 20 км від центру Варшави, район Урсинув. На відміну від дорогих європейських іподромів відвідування клубу і трибуни для глядачів — безкоштовні.

## Історія
Традиція проведення кінних перегонів у Польщі сягає епохи Середньовіччя. Офіційно початок скачкам в Польщі було покладнно у 1777 році, коли кінь польського дворянина Казімеж Ржевуський (c. 1750—1820) переміг коня британського дипломата сера Чарльза Вітворта, на дорозі від району Воля (частина міста Варшава) до Уяздовський замок.
Однак це суперництво не ініціювало регулярних скачок. В результаті поділів та наполеонівських воєн країну позбавили коней, і лише після 1815 року розпочалася відродження конярства. У 1817 році в Януві-Підляському було засновано першу польську державну племінну станцію.
У 1815—1831 роках політичне та економічне становище не сприяло організації перегонів. Царський уряд не підтримував подібні ініціативи, щоб не створювати місцевих мобілізаційних резервів на випадок повстань. Ситуація покращилася лише після Листопадового повстання (1830). Перша Помилка Lua у Модуль:Не_перекладено у рядку 253: attempt to index local 'neededTitle' (a nil value). була створена в 1833 році у Вроцлаві. Тоді царським губернатором був Іван Паскевич, любитель коней, який особливо піклувався про янівський конезавод.
Організатором і першим завідувачем янівського конярства у 1816—1826 роках був ветеринарний лікар Ян Ріц. Він створив фактичні основи для майбутньої селекції — придбавши, з дозволу Олександра I, племінний матеріал з імператорських коней у приватних російських та англійських селекціонерів. У грудні 1817 року він імпортував 54 жеребців (25 англійських, 9 арабських, 4 данських, 2 мекленбурзьких, 2 кавказьких та італійських), 100 кобил та 33 лошат.
Співробітники ферми, скориставшись прихильнісью влади до нового керівника, виступили з ідеєю організувати скачки у Варшаві. Сприятливою обставиною виявилася згода прусської влади в 1839 р.
23 березня 1841 р. Адміністративна рада Королівства Польща видала рішення про заснування Товариства заохочення конярства. Перші регулярні скачки були організовані в 1841 році на іподромі на Мокотовських полях у Варшаві. Але в 1861 р. після Січневого повстання виставки та перегони були заборонені. Нова доріжка була побудована в 1887 році. Вона була набагато більшою і простягалася вздовж вулиці Польної. У 1924 році було відкрито Державний кінний завод у Козеніце (Stadnina Koni Kozienice), куди перевели чистокровних коней із конярства в Янові. Після смерті Фридерика Юрєвича новим президентом Товариства став коняр Міхал Коморовський. Завдяки його участі було завершено будівництво нової колії у Служевці, найбільшої в Європі Служевецької скакової траси.
Перегони, які розпочалися за три місяці до початку війни, були припинені подіями 31 серпня 1939 року. Через кілька днів територію окупував вермахт.
Після війни об'єкт спочатку не використовувався. У 1950 році Товариство заохочення конярства було офіційно ліквідовано, народна влада створила державну компанію PTWK (Państwowe Tory Wyścigów Konnych) із головним офісом у Служевці та філіями в Сопоті та Вроцлаві. Іподром був націоналізований та перетворений у Державний трек для коней, що передбачало конфіскацію коней у приватних власників. Було встановлено новий закон про змагання та нові правила, що відповідали соціалістичній економіці.
У 1987 році на іподромі відбувся 15-й чемпіонат світу з кросу. Втім донині незмінним залишається той факт, що незалежно від перегонів, Варшава втрачає свою специфічну атмосферу та характер без них.
Наразі в Польщі кінні перегони проводяться у Варшаві (Служевецька скакова траса), Вроцлаві (скакова траса Partynice), Сопоті (іподром Сопота) та в Бучкуві (біля Бохні) поблизу Кракова. Правила проведення скачок регулюються Законом від 18 січня 2001 року про скачки (Закон 2020 року, пункт 1354).

## Варшавське дербі та Україна
У 2014 р. коні заводу «Millennium» брали участь у змаганнях, що проходили у Варшаві та виграли головні призи сезону: Дербі та Приз Президента Варшави. Millennium Stud Spółka купують дорогих коней з хорошими родоводами по всьому світу. Їх в основному готує Анджей Валіцький, тренер з 1969 року. У 2014 році Millennium володів кіньми європейського класу — Brioniya від Pivotal, Greek Sphere, та ірландським чистокровним скаковим конем High Chaparral.
Таким чином Україна виконала вимогу Міжнародного комітету з Племінних книг (ISBC), одного із комітетів Міжнародної федерації верхової їзди), щодо вступу до Європейської федерації керівних органів з випробувань. Однією з умов федерації було випробування коней українських кінних заводів на території Європейського Союзу. Це сталося завдяки спільній багаторічній праці фахівців ДП «Конярство України» та Асоціації "Жокей-клуб «Україна» щодо легітимізації чистокровного поголів'я коней України.